# Louis D’Heur
Louis Joseph Hubert Achile D’Heur (ur. 11 maja 1889 w Herstal, zm. ?) – belgijski strzelec, olimpijczyk.
Uczestnik Letnich Igrzysk Olimpijskich 1924. Zajął indywidualnie 5. miejsce w trapie, zaś z drużyną osiągnął 4. miejsce.

## Wyniki

### Igrzyska olimpijskie
| Igrzyska   | Konkurencja     | Wynik                           | Miejsce | Źródło |
| ---------- | --------------- | ------------------------------- | ------- | ------ |
| Paryż 1924 | Trap            | 96 pkt.                         | 5       | [ 2 ]  |
| Paryż 1924 | Trap, drużynowo | 354 pkt. (druż.) 91 pkt. (ind.) | 4       | [ 3 ]  |